# Blut aus Nord
Blut aus Nord est un groupe de black metal avant gardiste français, originaire de Mondeville, dans le Calvados. Leur nom, Blut aus Nord, est une mauvaise traduction qui signifie littéralement en allemand « Sang du Nord ».

## Biographie
En 1993, Vindsval lance un projet solo appelé Vlad, nom inspiré de Vlad III l'Empaleur. Après deux démos — In the Mist en 1993 et Yggdrasil en 1994 —, Vlad change de nom pour Blut aus Nord. Alors que les labels commencent à s'intéresser à son travail, Vindsval décide de recruter d'autres musiciens. Il endosse le rôle de chanteur et guitariste pendant que GhÖst s'occupe de la basse et W.D. Feld de la batterie et du clavier.
Le trio publie un premier album studio, Ultima Thulée, en 1995, sur le label local indépendant Impure Creation Records. Puis en 1996, le groupe sort son deuxième album studio intitulé Memoria Vetusta I: Fathers of the Icy Age, toujours sur le label ICR. L'année 2001 assiste à la publication du troisième album studio du groupe, The Mystical Beast of Rebellion, sur le label Oaken Shield en version cd (reissue chez Debemur Morti/Season of Mist en 2011) .
Le projet le plus acclamé du groupe est leur quatrième album studio, The Work Which Transforms God, qui est un album-concept publié en 2003. Il est classé par le magazine Terrorizer dans son top 10 des albums en 2003 et est bien accueilli par l'ensemble de la presse spécialisée,. De par le succès critique et commercial de Blut aus Nord, tous leurs albums sont réédités aux États-Unis en 2004 et 2005. 
En 2006, le groupe publie l'album MoRT, qui marque le changement de direction musicale du groupe vers le metal expérimental. L'album Odinist: The Destruction of Reason by Illumination sort sur Internet le 10 septembre 2007, le sous-titre The Destruction of Reason by Illumination étant une référence à Aleister Crowley. La suite de Memoria Vetusta I, intitulée Memoria Vetusta II - Dialogue with the Stars, est publiée en février 2009,.
Le groupe se lance dans la publication d'EPs expérimentaux. Le premier, What Once Was...Liber I, sort en édition limitée sur le label Debemur Morti Productions, en 2010. En 2012, il est suivi par le deuxième EP, What Once Was...Liber II ; Le troisième volume, What Once Was...Liber III, sort en novembre 2013. En parallèle, Blut aus Nord publie la trilogie 777 composée des albums 777 - Sect(s), 777 - The Desanctification, tous deux sortis en 2011, et 777 - Cosmosophy, sorti en octobre 2012. Les trois volumes de cette trilogie sont illustrés par le graphiste parisien Valnoir.
En juin 2014, un split avec le groupe de doom metal industriel français P.H.O.B.O.S. est publié. En octobre 2014 sort Vetusta III: Saturnian Poetry au label Debemur Morti. Toujours en 2014, Thorns rejoint le groupe à la batterie.
En mai 2016, Blut aus Nord publie un premier extrait du split Codex Obscura Nomina, avec Ævangelist, annoncé pour le 17 juin 2016. L'extrait s'intitule « Threshold of the Miraculous ». Le 12 septembre 2016, le magazine anglais Metal Hammer cite le groupe dans son top 10 des meilleurs groupes de metal français. Le neuvième album du groupe, Deus Salutis Meae sort le 27 octobre 2017 sur le label Debemur Morti, avec une pochette réalisée par l'illustratrice ukrainienne Anna Levytska. Une vidéo du titre « Métanoïa » est mise en ligne le 19 mars 2018 et est réalisée par The Cuckoo de Terra Tenebrosa.

## Membres
- W.D. Feld – batterie, clavier, instruments électroniques (depuis 1994)
- Vindsval – chant, guitare (depuis 1994)
- GhÖst – basse (depuis 2003)
- Thorns – batterie (depuis 2014)

## Discographie

### Albums studio
- 1995 : Ultima Thulée
- 1996 : Memoria Vetusta I: Fathers of the Icy Age
- 2001 : The Mystical Beast of Rebellion
- 2003 : The Work Which Transforms God
- 2006 : MoRT
- 2007 : Odinist: The Destruction of Reason by Illumination
- 2009 : Memoria Vetusta II - Dialogue with the Stars
- 2011 : 777 – Sect(s)
- 2011 : 777 – The Desanctification
- 2012 : 777 – Cosmosophy
- 2014 : Memoria Vetusta III – Saturnian Poetry
- 2017 : Deus Salutis Meæ
- 2019 : Hallucinogen
- 2022 : Disharmonium – Undreamable Abysses
- 2022 : Lovecraftian Echoes
- 2023 : Disharmonium – Nahab

### EP
- 2005 : Thematic Emanation Of Archetypal Multiplicity
- 2010 : What Once Was... Liber I
- 2012 : What Once Was... Liber II
- 2013 : What Once Was... Liber III

### Splits
- 2004 : Decorporation... (avec Reverence)
- 2007 : Dissociated Human Junction (avec Bloodoline, Reverence et Karras)
- 2014 : Triunity (avec P.H.O.B.O.S.)
- 2016 : Codex Obscura Nomina (avec Ævangelist)